# 811
Évszázadok: 8. század – 9. század – 10. század
Évtizedek: 760-as évek – 770-es évek – 780-as évek – 790-es évek – 800-as évek – 810-es évek – 820-as évek – 830-as évek – 840-es évek – 850-es évek – 860-as évek
Évek: 806 – 807 – 808 – 809 –  810 – 811 – 812 – 813 – 814 – 815 – 816

## Események

### Európa
- I. Niképhorosz bizánci császár nagy sereget gyűjt, hogy végleg leszámoljon a bolgárokkal. Krum bolgár kán a túlerő láttán békét kér, de a császár tovább nyomul a főváros, Pliszka felé. A bizánciak legyőzik a Pliszkát védő 12 ezer elit bolgárt, majd a sebtében összegyűjtött 15 ezres újabb sereget is. Niképhorosz elfoglalja és kifosztja a bolgár fővárost, megszerzi Krum kincstárát, majd visszaindul Konstantinápolyba.
- Krum fatörzsekből épített falakkal letárja a Varbica-szoros kijáratát, majd amikor a bizánci hadsereg bevonult a völgybe, annak bejáratát is, csapdába ejtve a császárt. A bizánciak három napig táboroznak a szorosban, majd a környező hegyeben gyűlő bolgároktól (és avar, valamint állítólag magyar szövetségeseiktől) pánikba esve megpróbálnak kitörni. A csatában a bizánciak többségét lemészárolják, köztük Niképhorosz császárt is. Fiát és örökösét, Sztaurakioszt a testőrség kimenekíti, de közben a gerincét ért kardszúrástól deréktól lefelé lebénul. Krum Niképhorosz fejét karóra tűzve viszi vissza Pliszkába, majd a koponyájából kupát csináltat.
- A visszavonuló bizánci főhivatalnokok Sztaurakioszt Adrianopoliszban sietősen császárrá koronázzák (ez az első alkalom, hogy a koronázásra nem Konstantinápolyban kerül sor). A gyermektelen Sztaurakiosz feleségét, Teophanót nevezi ki trónörökösnek és emiatt miniszterei (akik nem kívánják vissza Eiréné császárnő korát, amikor a női uralkodó miatt folyamatos volt a politikai bizonytalanság) októberben lemondásra kényszerítik Sztaurakioszt nővérének férje, Mikhaél Rangabész javára. A következő év januárjában Sztaurakiosz belehal sebesüléseibe.
- Feltehetően járvány következtében meghal Nagy Károly frank császár fia és kiszemelt örököse, Ifjabb Károly; valamint első, törvénytelennek nyilvánított fia, Púpos Pippin is.
- Az előző évben trónra került Hemming dán király békét kér Nagy Károlytól. A dán határt az Eider folyó mentén húzzák meg.
- Frank sereget küldenek Pannóniába az avar és szláv vazallusok konfliktusának rendezésére.
- Nagy Károly elismeri Velence bizánci felügyeletét és átadja a bizánciaknak a hozzá menekült Obelerio degli Antenori dózsét. A város új vezetőjévé Agnello Participaziót választják meg.

### Abbászida Kalifátus
- Al-Amín kalifa megfosztja féltestvérét, al-Mamúnt trónörökösi pozíciójától és leváltja Horászán tartomány kormányzóságából. Az új kormányzónak 40 ezres sereget és állítólag egy ezüstláncot ad, hogy azzal ejtse foglyul testvérét. Al-Mamún hadvezére, Táhir ibn Huszajn legyőzi a kalifa hadseregét, mire Bászra és Kúfa átáll al-Mamún oldalára.

## Születések
- I. Baszileiosz, bizánci császár
- Muhammad ibn Ali al-Dzsavád, síita imám

## Halálozások
- július 26. – I. Niképhorosz, bizánci császár
- Ifjabb Károly, Nagy Károly fia
- Púpos Pippin, Nagy Károly fia
- Szakanoue no Tamuramaro, japán hadvezér, sógun

## Fordítás
- Ez a szócikk részben vagy egészben  a(z)   811 című angol Wikipédia-szócikk ezen változatának fordításán alapul.  Az eredeti cikk szerkesztőit annak laptörténete sorolja fel. Ez a jelzés csupán a megfogalmazás eredetét és a szerzői jogokat jelzi, nem szolgál a cikkben szereplő információk forrásmegjelöléseként.